# 波音377
波音377又稱“同溫層巡航者(Stratocruiser)”，是波音公司在第二次世界大戰後生產的一款活塞引擎長程客機，由四個活塞發動機提供動力，並採用雙層機艙。波音377亦是波音公司生產的最後一款四引擎螺旋槳客機，1947年至1950年間製造了56架。

## 設計與開發
波音377源於1944年在B-29的基礎上改造而來的波音C-97運輸機，在B-29的下部機身上連接了一個更大的上部機身。1947年7月8日，波音377首飛。
與波音307和B-29一樣，波音377採用了座艙增壓，改善客艙的搭乘品質。此外，波音377使用雙層機艙，上層(主艙)載客量介於55~100之間(全坐席)，或配備28個臥鋪與5個坐席；下層則設有休息室和吧台。
在第二次世界大戰尚未結束的1944年，波音公司認為會有客戶對於豪華的大型遠程客機有興趣，因此先行投資開發了此機種。1945年11月29日，泛美航空成為波音377的最大啟動用戶，其以2,450萬美元的價格訂購了20架波音377。泛美在1930年末曾訂購過波音314，對於波音製大型長程客機有不錯的使用評價，加上波音在1945年初演示波音317從西雅圖工廠直飛华盛顿哥伦比亚特区的飛行能力，使汎美總裁胡安·特里普相信這筆投資將會有可觀的回報。

## 營運
1949年4月，波音377交付泛美航空正式投入營運。最初營運航線是舊金山至夏威夷，不久後就投入跨大西洋航線營運。同一年西北航空也加入操作波音377機隊的行列，隨著韓戰爆發，從美國飛抵亞洲的需求大增，使得大型客機運輸業務蓬勃發展。英國海外航空、西北航空、聯合航空、美國海外航空也曾營運波音377。
然而，波音377的營運成本高於同時期的主要競爭對手，包括道格拉斯DC-6和洛克希德星座，波音377採用的普惠R-4360引擎一向有著低妥善率的不良風評，連帶惡化了機隊產值。製造了56架后，波音377于1950年停產，由於市場不如預期，波音377項目最後為波音公司帶來700萬美元的虧損。20世紀50年代末，隨著波音707、道格拉斯DC-8等第一批噴射客機的誕生，波音377開始逐漸退役。1960年代，一家名為Aero Spacelines的公司將一些波音377改裝為“彩虹魚”(Guppy)系列特種運輸機。其中，“懷孕彩虹魚”(Pregnant Guppy)用於運載土星5號運載火箭的設備單元，有4架超級彩虹魚用於空中巴士的新機機身運輸，唯超級彩虹魚已被空巴大白鯨取代。

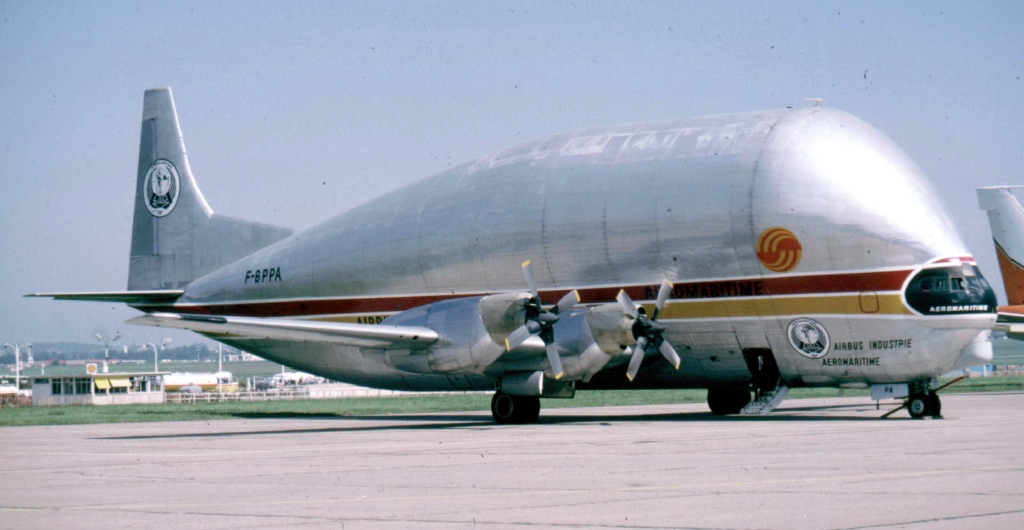
空中巴士使用由377改裝而來的“超級彩虹魚”運載機身半成品

## 規格
数据来源： Airliners of the World
基本诸元
- 乘员： 2名駕駛員及1名飛航工程師
- 载客量： 主層最多100人，下層休息室14人; 一般乘員63~84人或28個臥鋪與5個坐席
- 长度： 33.6.公尺（110英呎4英吋）
- 翼展： 43.05公尺（141英呎3英吋）
- 高度： 11.66公尺（38英呎3英吋）
- 翼面积： 164.3平方公尺（1769平方英呎）
- 空重： 37,876公斤（83,500磅）
- 发动机： 4 × 普惠R4360-B6，2,610千瓦（3,500匹馬力） 每个 each

性能
- 最大速度： 603公里/時（375英里/時）
- 巡航速度： 483公里/時（301英里/時）
- 航程： 6,760公里（4,200英里）

## 相關機型
- 道格拉斯DC-6
- 洛克希德星座

## 外部連結
- Stratocruiser article excerpts （页面存档备份，存于）
- Anak (以色列空軍的波音377) （页面存档备份，存于）